# آقامیرزا احمدف
آقامیرزا احمدف (ترکی آذربایجانی: Ağamirzə Mirzəli oğlu Əhmədov; ۱۹۰۵ – ۱۲ مهٔ ۱۹۵۴) سیاستمدار و دولتمرد آذربایجانی در دوره شوروی سابق، نماینده شورای عالی آذربایجان شوروی و وزیر تجارت آذربایجان شوروی بود.

## شرح حال
آقامیرزا احمدف در سال ۱۹۰۵ در روستای انگ‌خواران در شهرستان شماخی به دنیا آمد. به دنبال استقرار نظام شوروی بر آذربایجان، به کومسومول، یک نهاد سیاسی جوانان در شوروی، پیوست و سپس برای تحصیل به یک مدرسه حزبی شوروی در باکو اعزام شد. هنگامی که هنوز دانشجو بود در سال ۱۹۲۸ به عضویت در حزب کمونیست اتحاد شوروی درآمد. بعد از فارغ‌التحصیلی از مدرسه، عهده‌دار سمت‌های ارشد در مناطق مختلف آذربایجان شوروی همچون دبیر کمیته کومسومول در منطقه باسقال، رئیس اداره آموزش و پرورش شهرستان شماخی و رئیس بخش مسائل سازمانی کمیته منطقه‌ای حزب کمونیست شد.
آقامیرزا احمدف دانش‌آموخته «دانشکده مارکسیسم- لنینیسم» در میان سال‌های ۱۹۳۲–۱۹۳۴ در باکو بود. پیروی آنکه فارغ‌التحصیل شد، برای مدتی در یک سمت ارشد در ده ملاکند شهرستان کردامیر مشغول به کار شد. سپس مسئولیت دبیری کمیته‌های منطقه ای حزب کمونیست در شهرستان‌های لنکران، زنگلان و شمکر را به عهده گرفت. به دنبال ۵ سال فعالیت‌های حزبی، مجدداً در سال ۱۹۳۹ برای ادامه تحصیل در «مدرسه عالی حزب زیر نظر کمیته مرکزی حزب کمونیست اتحاد شوروی» به مسکو فرستاده شد. پس از بازگشت از مسکو، در سال ۱۹۴۱ شروع به اشتغال در سمت‌های ارشد حزب کمونیست در آذربایجان کرد. وی از پستهای ارشدی مانند دبیری کمیته منطقه ای حزب در شهرستان علی‌بایراملی، معاونت قسمت سیاسی اداره راه‌آهن ترانس قفقاز، دبیری دوم کمیته منطقه ای حزب کمونیست آذربایجان شوروی در نخجوان، ریاست بخش حمل و نقل کمیته حزب شهر باکو و ریاست کمیته‌های حزب در شهرستان‌های قبه، «کیروآباد» (هم‌اکنون:گنجه) و باکو نیز در کارنامه خود برخوردار بود.
در سال ۱۹۵۱ آقامیرزا احمدف به عنوان رئیس شورای عالی آذربایجان شوروی انتخاب و تا دو سال دیگر در این پست ابقا شد و در سال ۱۹۵۲ به قائم مقامی کمیته منطقه ای حزب کمونیست در باکو رسید. پس از لغو این منطقه، در دفتر شورای وزیران آذربایجان شوروی مشغول به کار شد. از ابتدای سال ۱۹۵۴ نایب رئیس و سپس رئیس کمیته اجرایی شورای شهر باکو تعیین شد.
آقامیرزا احمدف از تاریخ ۲۱ ژانویه سال ۱۹۵۹ تا ۱۲ اوت سال ۱۹۶۳ سکان هدایت وزارت بازرگانی آذربایجان شوروی را در دست داشت و در اواخر عمر خود در دفتر شورای وزرای آذربایجان شوروی اشتغال یافت.
آقامیرزا احمدف عضو دفتر کمیته حزب کمونیست آذربایجان شوروی در شهر باکو در سالهای ۱۹۵۵–۱۹۵۷، عضو کمیته مرکزی حزب کمونیست آذربایجان شوروی در سالهای ۱۹۵۶–۱۹۶۱ و عضو کمیسیون بازرسی کمیته مرکزی حزب کمونیست آذربایجان شوروی در سالهای ۱۹۶۱–۱۹۶۴ بود. وی در دوره سوم شورای عالی اتحاد شوروی و همچنین در دوره‌های دوم و پنجم آن شورا به عنوان نماینده انتخاب شده بود.
آقامیرزا احمدف در سال ۱۹۶۴ در باکو درگذشت.